# Preungesheim
Preungesheim, Frankfurt-Preungesheim – 30. dzielnica (Stadtteil) miasta Frankfurt nad Menem, w Niemczech, w kraju związkowym Hesja. Należy do okręgu administracyjnego Nord-Ost.